# Царскосельская община Красного Креста
Царскосельская община Красного Креста — комплекс исторических зданий в Пушкине. Построена в 1907—1914 гг. Объект культурного наследия регионального значения. Расположена на Леонтьевской улице, дома 33/14 и 35, на углу с Октябрьским бульваром.

## История
Местный комитет Красного Креста был основан в Царском Селе в 1899 году, но поначалу не имел собственных помещений. Во главе его стояла княгиня С. С. Путятина. В 1900 году открыта небольшая амбулатория на Стессельской улице в доме жены отставного статского советника П. А. Шишло. Здания, где позднее разместилась община сестёр милосердия, возведены в начале XX века архитектором Сильвио Данини на месте бывшего городского выгона. Деревянное здание амбулатории было построено в 1907—1909 гг. на пожертвование В. И. Солдатёнкова. В здании были приёмный покой, операционная, комнаты для больных, а также общежитие для медсестёр. С 1908 года Царскосельский комитет Красного Креста стал официально называться Царскосельской общиной сестёр милосердия Российского общества Красного Креста. С расширением деятельности общины было сооружено второе, уже каменное, здание вдоль Леонтьевской улицы. Новое здание было заложено в 1912 году. В южном крыле здания разместилась церковь иконы Божией Матери «Всех Скорбящих Радость». Кроме того, в него планировалось перенести амбулаторию и общежитие. Здание было построено в 1914 году, в нём сразу же открылся лазарет для раненых на Первой мировой войне, а также курсы для медсестёр военного времени.
После Октябрьской революции в зданиях разместилась школа-интернат для лихорадящих детей, позднее ставшая детским туберкулёзным санаторием «Дружба». В 1980-е гг. к каменному дому пристроили новый корпус современной архитектуры. С середины 1990-х годов санаторий был закрыт, здания оказались в частной собственности. В 2006 году храм возвращён епархии, позднее отреставрирован.

## Архитектура
При строительстве каменного здания использованы приёмы неорусского стиля. Элементы новгородского зодчества, выраженные в основном в крыле, где находилась церковь, дополнены приёмами модерна. Фасад асимметричен, фасадный выступ завершает сложная форма, соединяющая в себе кокошник и фахверк. Окна здания узкие, вытянутые. Крупные завершения дымовых труб имеют форму бутонов.